# Pedro Cays
Pedro Cays är öar i Jamaica. De ligger i den södra delen av landet, 160 km sydväst om huvudstaden Kingston.